# James Chadwick
James Chadwick (ur. 20 października 1891 w Cheshire, zm. 24 lipca 1974 w Cambridge) – angielski fizyk, laureat Nagrody Nobla z dziedziny fizyki w roku 1935 za odkrycie neutronu. W 1966 odznaczony Pour le Mérite za Naukę i Sztukę (1842).

## Życiorys
Ukończył uniwersytety w Manchesterze i Cambridge, w 1914 udał się do Niemiec, aby studiować u boku Hansa Geigera, w czasie I wojny światowej został internowany jako obcokrajowiec.
James Chadwick został studentem fizyki przez pomyłkę, której nie był śmiały sprostować. Otóż chciał zdawać egzamin wstępny na matematykę, ale pomylił się i usiadł wśród kandydatów na fizykę. Po pomyślnym egzaminie oznajmiono mu, ku jego zdumieniu, że dostał się na fizykę, a że był bardzo nieśmiały, nie sprostował pomyłki.
Po wojnie powrócił do Cambridge, gdzie rozpoczął współpracę z Ernestem Rutherfordem, badając emisję promieni gamma z materiałów radioaktywnych. W 1932 dokonał fundamentalnego odkrycia w dziedzinie fizyki nuklearnej, na podstawie eksperymentów odkrył i opisał nową cząstkę w jądrze atomu, która została nazwana neutronem. Za swoje epokowe odkrycie otrzymał w tym samym roku Medal Hughesa od Królewskiego Towarzystwa Naukowego, a w 1935 Nagrodę Nobla w dziedzinie fizyki.
W późniejszym czasie Chadwick dowiedział się, że w tym samym czasie identycznego odkrycia dokonał niemiecki uczony Hans Falkenhagen, który jednak obawiał się opublikowania tego odkrycia. Chadwick pragnął podzielić się z niemieckim naukowcem Nagrodą Nobla (zarówno samą nagrodą, jak i gratyfikacją pieniężną z nią związaną), skromny Falkenhagen odmówił.
W czasie II wojny światowej wziął udział w projekcie Manhattan przy budowie pierwszych bomb atomowych. W 1945 z rąk królowej Anglii otrzymał tytuł szlachecki sir.  Od 1946 był członkiem zagranicznym Królewskiej Holenderskiej Akademii Sztuk i Nauk.  Laureat Medalu Copleya.